# Oskar Burgbacher
Oskar Burgbacher (* 10. Dezember 1925 in Neukirch; † 16. Februar 2012) war ein deutscher Skilangläufer. Er wurde sechsmal Deutscher Meister über 50 km und in der 4 × 10 km Staffel. Zudem nahm er an zwei Weltmeisterschaften teil.

## Werdegang
Burgbacher spielte in seiner Jugend Fußball, ehe er von Fritz Schleich zum Skilanglauf gebracht wurde. Zunächst startete er für die Skiabteilung der Sportfreunde Neukirch, die Schleich aufgebaut hatte. Im Januar 1949 wurde Burgbacher in Schonach Bezirksmeister und wenige Wochen später gemeinsam mit Max Weis, Herbert Hermann und Fritz Schleich Schwarzwaldmeister. Bei den deutschen Meisterschaften 1949 in Isny im Allgäu gewann er mit der südbadischen Staffel Bronze. Im selben Jahr war Burgbacher einer der Hauptinitiatoren zur Gründung eines Skivereins, deren Gründungsversammlung im Gasthaus Brend stattfand und fortan Skizunft Brend hieß. Bei den deutschen Meisterschaften 1950 wurde er erneut Dritter mit der Staffel. Seine erste nationale Einzelmedaille holte er ein Jahr später bei den deutschen Meisterschaften 1951 in Neustadt im Schwarzwald, als er den Skimarathon über 50 Kilometer gewann. Mit der Schwarzwald-Staffel gewann er erneut Bronze. In den folgenden beiden Wintern 1952 und 1953 verteidigte er seinen Meistertitel über 50 km. Mitte Januar 1953 lief Burgbacher bei den internationalen Nordischen Skiwettkämpfen im Schweizer Le Brassus über 15 km auf den dritten Rang hinter Walter Lötscher und Gérard Perrier.
Bei den deutschen Meisterschaften 1954 gewann Burgbacher Silber über 50 km und wurde erstmals Meister mit der Staffel. Beim Saisonhöhepunkt, den Nordischen Skiweltmeisterschaften 1954 in Falun, belegte er den 93. Platz über 15 km sowie Rang 50 über 30 km. In der Staffel wurde er nicht eingesetzt, beim Skimarathon ging er nicht an den Start. Zum Saisonabschluss lief Burgbacher beim Skiwettbewerb der Alpenländer um den Cup Kurikkala auf den 16. Platz über 15 km. 1957 und 1958 wurde Burgbacher mit der Staffel Deutscher Meister. Bei den Nordischen Skiweltmeisterschaften 1958 in Lahti belegte Burgbacher den 47. Platz über 15 km. Das Rennen über 50 km beendete er nicht.
Burgbacher, der wie sein Vater Ernst als Briefträger gearbeitet hat, nahm für Post Jahn Freiburg auch an regionalen Leichtathletik-Wettkämpfen teil. Seit 1963 war Burgbacher Ehrenmitglied beim Ski-Club Schönwald. Burgbacher verstarb im Alter von 86 Jahren.